# Gumnište (Gnjilane)
Pour les articles homonymes, voir Gumnište.
Gumnishtë en albanais et Gumnište en serbe latin (en serbe cyrillique : Гумниште) est une localité du Kosovo située dans la commune/municipalité de Gjilan/Gnjilane, district de Gjilan/Gnjilane (Kosovo) ou district de Kosovo-Pomoravlje (Serbie). Selon le recensement kosovar de 2011, elle compte 473 habitants, tous albanais.

## Démographie

### Évolution historique de la population dans la localité
| 1948 | 1953 | 1961 | 1971 | 1981 | 1991 | 2011 |
| ---- | ---- | ---- | ---- | ---- | ---- | ---- |
| 232  | 327  | 407  | 478  | 497  | 502  | 473  |

|  |